# ریچارد اشمیت
ریچارد اشمیت (آلمانی: Richard Schmidt؛ زادهٔ ۲۳ مهٔ ۱۹۸۷) قایقران روئینگ اهل آلمان است.
وی در مسابقات کشوری و بین‌المللی در مجموع برندهٔ ۱۵ مدال طلا، ۵ مدال نقره شده‌است.